# Tschchalta
Tschchalta ist eine Gemeinde in der umstrittenen Region Abchasien. Sie ist der größte Ort im oberen Kodori-Tal im Großen Kaukasus und war zeitweise Hauptstadt des Verwaltungsbezirks Ober-Abchasien.

## Details
Der Ort liegt am gleichnamigen Fluss Tschchalta zu Füßen der Tschchalta-Gebirgskette. Die Mehrzahl seiner Häuser sind Holzbaracken. Die einzige Zufahrtsstraße hat tiefe Schlaglöcher und kann nur mit Pferden oder Allrad-getriebenen Autos befahren werden. Acht Monate im Jahr ist die Straße verschneit und der Ort nur per Hubschrauber zu erreichen. Die Gemeinde ist erdbebengefährdet. Am 16. Juli 1963 kam es zu einem Beben mit einer Magnitude von 6,4 auf der Richterskala.
In den 1990er Jahren wurde Tschchalta zum Hauptquartier des Warlords Emsar Kwitsiani und seiner Freischärler-Einheit Monadire (dt. Jäger). Bei seiner Vertreibung durch georgische Polizeieinheiten am 25. und 26. Juli 2006 wurde der Ort mit Hubschraubern bombardiert. Dabei kam ein Zivilist ums Leben.
Vom 27. September 2006 bis zum 12. August 2008 beherbergt sie die 1993 aus Sochumi vertriebene Exilregierung Abchasiens, die 13 Jahre in Tiflis residierte.
Die georgische Regierung baute seit September 2006 die Infrastruktur der Gemeinde aus. Sie verlegte Telefonleitungen, renovierte Krankenhäuser, errichtete neue Schulen, Wohnhäuser, Fußballfelder und Gebäude für Behörden. Mit staatlichen Mitteln sollten auch ein Wasserkraftwerk, ein Kino und ein Internet-Café hinzukommen.
Nach dem Kaukasuskrieg 2008 wurde Tschchalta am 13. August 2008 von abchasischen Spähtrupps unter Führung des stellvertretenden Verteidigungsministers Abchasiens, Oberst Alexander Melnik, besetzt. Nach Angaben des georgischen Präsidenten Micheil Saakaschwili wurden anschließend sämtliche einheimischen Georgier aus der Stadt und dem Tal vertrieben. Somit hat Georgien nach der Niederlage in Südossetien auch vollständig die Kontrolle über Abchasien verloren. Das zentrale Verwaltungsgebäude der georgischen Regierung in der Provinzhauptstadt Tschchalta wurde vollständig zerstört.